# Simon Jenkins
Simon Jenkins (10 de junio de 1943) es un periodista británico que actualmente trabaja en el periódico The Guardian luego de haber pertenecido al equipo del News International por quince años. Atendió la escuela Mill Hill School y la Universidad de Oxford. Fue declarado Caballero del Reino Unido en 2004, como premio a su trabajo periodístico. Tiene conocimientos de arquitectura y ha escrito libros sobre las iglesias de Inglaterra. 
Ha trabajado en los periódicos Country Life, Times Educational Supplement, Evening Standard, Sunday Times y Economist, antes de convertirse en el editor del The Times por dos años durante la década de 1990. El 28 de enero de 2005 anunció su decisión de dejar su trabajo en el The Times para volcar toda su energía alThe Guardian. .
Desde mayo de 2005, colabora como "blogger" en The Huffington Post.
Simon vive en Londres con su mujer, la actriz Gayle Hunnicutt. Tienen un hijo.

## Selección de obras
- Jenkins, Simon (2003) England's Thousand Best Houses Allen Lane, ISBN 0-7139-9596-3
- Jenkins, Simon (1999) England's Thousand Best Churches Allen Lane, ISBN 0-7139-9281-6
- Jenkins, Simon (1995) Accountable to None: Tory Nationalization of Britain Hamish Hamilton, ISBN 0-241-13591-5
- Jenkins, Simon (1994) Against the Grain John Murray, ISBN 0-7195-5570-1
- Hastings, Max y Simon Jenkins (1992) Battle for the Falklands M Joseph, ISBN 0-7181-2578-9
- Jenkins, Simon (1993) The Selling of Mary Davies and Other Writings John Murray, ISBN 0-7195-5298-2
- Jenkins, Simon y Robert Ilson, eds., (1992) "The Times" English Style and Usage Guide Times Books ISBN 0-7230-0396-3
- Jenkins, Simon (1986) The Market for Glory: Fleet Street Ownership in the Twentieth Century Faber and Faber, ISBN 0-571-14627-9
- Jenkins, Simon y Anne Sloman (1985) With Respect, Ambassador: Enquiry into the Foreign Office BBC, ISBN 0-563-20329-3
- Jenkins, Simon y Andrew Graham-Yooll (1983) Imperial Skirmishes: War And Gunboat Diplomacy In Latin America Diane Publishing, ISBN 0-7567-7468-3
- Jenkins, Simon (1981) Newspapers Through the Looking-glass Manchester Statistical Society, ISBN 0-85336-058-8
- Jenkins, Simon (1979) Newspapers: The Power and the Money Faber, ISBN 0-571-11468-7
- Jenkins, Simon (1975) Landlords to London: Story of a Capital and Its Growth Constable, ISBN 0-09-460150-X
- Jenkins, Simon (1971) Here to Live: Study of Race Relations in an English Town Runnymede Trust ISBN 0-902397-12-5
- Jenkins, Simon (1969) Education and Labour's Axe Bow Pubns., ISBN 0-900182-79-2